# Imi Knoebel
Imi Knoebel, nacido Klaus Wolf Knoebel (nacido en Dessau, 1940), es un artista alemán. Se le conoce sobre todo por su pintura y escultura minimalista y abstracta.
Desde 1964 hasta 1971, estudió con Joseph Beuys en la Academia de Arte de Düsseldorf siendo compañeros suyos Blinky Palermo (con quien compartió taller), Jörg Immendorff y Katharina Sieverding.
La obra de Knoebel explora la relación entre el espacio, el soporte pictórico y el color. El estilo y las preocupaciones formales de su pintura y escultura han llevado a que se compare su obra con los principios de vanguardia tanto de Kazimir Malévich como de la Bauhaus
Las obras de Knoebel se conservan en numerosas colecciones públicas, incluyendo Dia:Beacon en Beacon (Nueva York), el Fonds Regional d'Art Contemporain (FRAC) en Francia, el Kunstmuseum St.Gallen en Suiza, el Kunstsammlung Nordrhein-Westfalen en Alemania y Malmö Konsthall en Suecia.

## Exposiciones
- 1968: Imi & Imi, Galerie Charlottenborg, Kopenhagen
- 1968: Imi Art etc., Galerie René Block, Berlín
- 1972: documenta 5, Kassel in der Abteilung Individuelle Mythologien: Video
- 1972: W Knoebel - Bilder und Zeichnungen - Kunsthalle Düsseldorf
- 1977: documenta 6, Kassel
- 1980: Art in Europe after '68 - SMAK Stedelijk Museum voor Actuele Kunst, Gent
- 1982: documenta 7, Kassel
- 1982: 	Gegen das Kriegsrecht in Polen – für Solidarność" - Kunstmuseum, Dusseldorf
- 1983: Imi Knoebel - Kunstmuseum Bonn
- 1984: Von hier aus – Zwei Monate neue deutsche Kunst in Düsseldorf
- 1984: Imi Knoebel - Städtisches Museum Abteiberg, Mönchengladbach
- 1984: What It Is - Tony Shafrazi Gallery, New York City, NY
- 1985: 18° Bienal de Sao Paulo - Bienal de Sao Paulo, Brasilien
- 1985: 1954-1985 - Kunst in der Bundesrepublik Deutschland - Neue Nationalgalerie, Berlín
- 1987: documenta 8, Kassel
- 1987: Homage to Beuys - Fruitmarket Gallery, Edinburgh, Schottland
- 1988: Imi Knoebel - Suermondt-Ludwig-Museum, Aachen
- 1988: Metropolis - Martin-Gropius-Bau, Berlín
- 1988: Broken Music - Musée d´art contemporain de Montréal, QC, Kanada
- 1992: Imi Knoebel. Menningebilder 1976–1992, Deichtorhallen Hamburg
- 1996: Imi Knoebel, Works 1968-1996 - Stedelijk Museum Ámsterdam, Ámsterdam:
- 1996: Imi Knoebel - Retrospektive 1968 - 1996 - IVAM - Institut Valencià d'Art Modern, Valencia
- 1996: Imi Giese, Jörg Immendorff, Imi Knoebel, Palermo, Katharina Sieverding - Kunstverein Braunschweig
- 2002: Imi Knoebel - Kunstverein Braunschweig
- 2003: Imi Knoebel: pure Freude, Akira Ikeda Gallery, Berlín
- 2004: Imi Knoebel - Hamburger Kunsthalle
- 2005: Blinky Palermo - Imi Knoebel - KunstHaus Potsdam e.V., Potsdam
- 2006: abstrakt/abstract - Museum Moderner Kunst Kärnten, Klagenfurt
- 2007: Imi Knoebel - Werke 1966-2006 - Wilhelm Hack Museum, Ludwigshafen
- 2007: Project, Transform, Erase: Anthony McCall and Imi Knoebel - San Francisco Museum of Modern Art USA
- 2009: ICH NICHT und ENDUROS, Deutsche Guggenheim, Berlín
- 2009: ZU HILFE, ZU HILFE…, Neue Nationalgalerie, Berlín
- 2009: Imi Knoebel. Werke aus der Sammlung Siegfried und Jutta Weishaupt, Kunsthalle Weishaupt, Ulm
- 2009: Joseph Beuys and His Students - Works From The Deutsche Bank Collection - SSM - Sakip Sabanci Müzesi, Istanbul
- 2010: Imi Knoebel Mary Boone Gallery - New York City, NY
- 2010: Imi Knoebel - Der Deutsche - Giacomo Guidi Arte Contemporanea, Rome
- 2010: Just love me" - MUDAM - Musée d’Art Moderne Grand-Duc Jean, Luxembourg
- 2011: IMI KNOEBEL - Werke aus der Sammlung Schaufler, Schauwerk Sindelfingen
- 2011: Imi Knoebel - Museum der bildenden Künste, Leipzig
- 2012: Hirschfaktor - Die Kunst des Zitierens - Zentrum für Kunst und Medientechnologie Karlsruhe
- 2012: Der dritte Raum. Trzeci Pokój. The Third Room - Kunsthalle Düsseldorf

## Para saber más
- Imi Knoebel: Works 1968–1996 (exh. cat, Ámsterdam, Stedelijk Mus. and elsewhere, 1996).